# Albert Heijn e-Commerce
Albert Heijn e-Commerce is het bedrijfsonderdeel van Albert Heijn dat de activiteiten van de webwinkel betreft, zoals het deel van de website en de app waarmee de klant bestellingen plaatst, het vergaren van producten in de distributiecentra, en de bezorging met het afrekenen. Eerdere bezorgservices aan huis heetten Albert Heijn Online, AH Thuisservice en Albert.nl. In 2012 waren er gemiddeld er 20.000 bezorgingen per week met een gemiddelde ordergrootte van €150. Anno 2023 is het minimale bestelbedrag €50, exclusief bezorgkosten en statiegeld.

## Geschiedenis
Het eerste initiatief met gemotoriseerd vervoer was de in 1984 gestarte James Telesuper die in 1986 onderdeel van Ahold werd. Deze dienst zou later 'AH Thuisservice' worden.
AH Thuisservice begon in 1999 vanuit een Albert Heijn filiaal in Breda. De bezorgdienst werd landelijk uitgebreid. Er rezen echter problemen op verschillende gebieden. Zo vond het orderpicken plaats in reguliere supermarkten waar het een zware belasting voor het personeel vormde. Daarnaast waren er problemen met verse producten en konden klanten het bezorgtijdstip niet kiezen. Om die reden werd in augustus 2001 onder de naam Albert.nl een nieuwe bedrijfsvoering ingevoerd die losstond van de winkels, met distributiecentra gevestigd in Rotterdam, De Meern en Heemstede. De actieradius van de bezorgservice werd begrensd tot in en rond deze plaatsen.

### Assortiment, prijzen en aanbiedingen
Via de website konden aanvankelijk supermarktproducten van Albert Heijn besteld worden. Later is het assortiment van Ahold dochters als Etos en Gall & Gall toegevoegd. De producten zijn hetzelfde geprijsd als in de winkel, de bonusaanbiedingen zijn geldig op de dag van bezorging en er is service bij het onverhoopt ontbreken van een product. Er wordt een vergoeding gevraagd voor de bezorging. Verder worden speciale online aanbiedingen gepromoot. Albert.nl draaide bij aanvang met verlies. In 2012 maakte zij voor het eerst een bescheiden winst. In 2014 werd de naam gewijzigd in Albert Heijn Online.

### Geografische dienstverlening
Albert Heijn Online en haar opvolger Albert Heijn E-commerce is actief in een groot deel van Nederland. In Zeeuws-Vlaanderen en andere dunbevolkte gebieden vooralsnog niet. Sinds het aantreden van de nieuwe directie in 2019 is Albert Heijn Online organisatorisch onderdeel geworden van de back-office van Albert Heijn. Het bedrijfsonderdeel heeft een eigentijdsere naam gekregen, Albert Heijn E-commerce.

## Groei, duurzaamheid en ambities
Vanaf 2021 is het aantal distributiecentra gegroeid naar 8. Door het bedrijf worden het ter onderscheiding van de grote distributiecentra voor de winkelorganisatie, home shopping centres (HSCs) genoemd. Ze staan in Almere, Amsterdam, Bleiswijk, Eindhoven, Oosterhout, De Meern, Roosendaal en Rotterdam. 
Locatie De Meern is in 2022 veranderd naar HSC Utrecht, waarmee Albert Heijn inzet op groei en duurzaamheid.
Albert Heijn heeft de ambitie om in 2023 het eerste gemechaniseerde HSC te openen in Barendrecht.